# Charles Bell

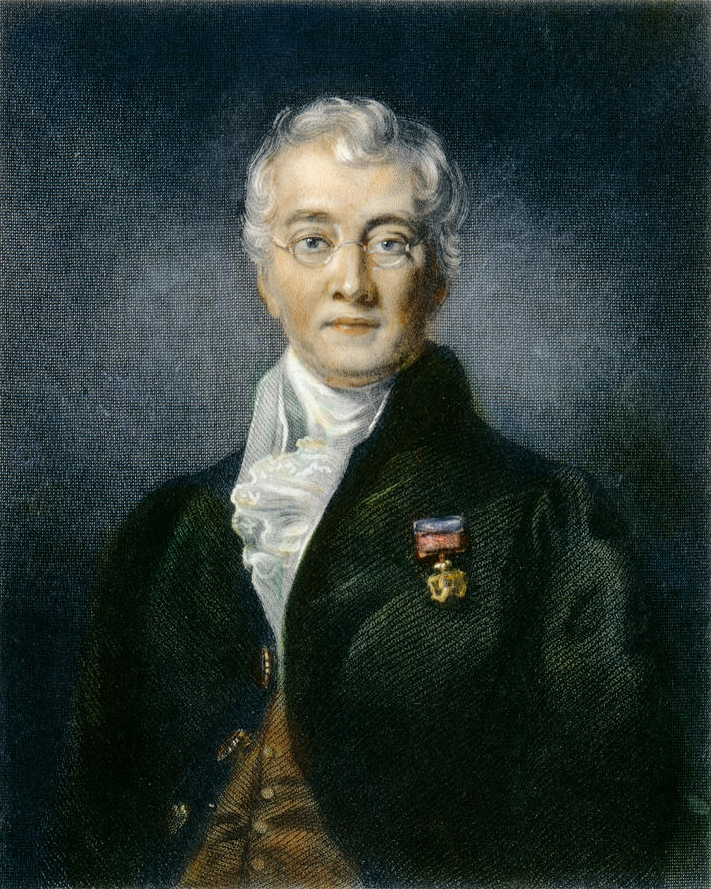
Charles Bell

Charles Bell (ur. listopad 1774 w Edynburgu, zm. 28 kwietnia 1842 w Worcestershire) – szkocki anatom, chirurg, fizjolog oraz teolog.

## Życiorys
Był młodszym bratem Johna Bella (1763-1820), chirurga i pisarza.
Charles Bell mieszkał i studiował w Edynburgu, gdzie został lekarzem w 1799. Niedługo po ukończeniu studiów został przyjęty do Królewskiego Kolegium Chirurgów, w którym wykonywał zabiegi operacyjne oraz nauczał anatomii. Podobnie jak brat posiadał nadzwyczajną umiejętność rysowania, która pozwoliła im w 1802 i 1804 roku wspólnie napisać i ilustrować dwa tomy podręcznika do anatomii (A System of Dissection Explaining the Anatomy of the Human Body). Książka ta okazała się wielkim sukcesem braci, jednakże wywołała zazdrość wśród miejscowych lekarzy, w wyniku czego Bell został zawieszony w pracy w Edynburskiej Izbie Chorych. Było to powodem przeprowadzki do Londynu w 1804 roku. W nowym miejscu otworzył własny oddział chirurgiczny oraz szkołę anatomii. Od 1812 do 1825 prowadził wraz z bratem zajęcia z anatomii w Great Windmill Street School of Anatomy utworzonej przez anatoma Williama Huntera.
Charles Bell służył także jako chirurg wojskowy. Udokumentował swój udział w bitwie pod Waterloo w postaci zbioru obrazów i opowiadań.
W 1824 roku został pierwszym profesorem anatomii i chirurgii Kolegium Chirurgicznego w Londynie. Gdy w 1829 roku Windmill Street School of Anatomy została przekształcona w King’s College London, Bell został zaproszony do objęcia stanowiska profesora na katedrze fizjologii, lecz nie przyjął z tej propozycji.
Jako znany i zasłużony chirurg Bell wrócił do Szkocji, gdzie w 1836 roku został profesorem chirurgii na uniwersytecie w Edynburgu.
W 1831 roku Charles Bell został uhonorowany brytyjskim tytułem szlacheckim. Zmarł 6 lat po powrocie do Szkocji w 1842 roku.

## Dorobek naukowy

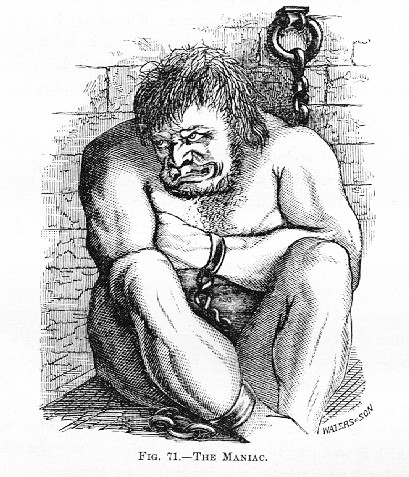
The Maniac (1806)

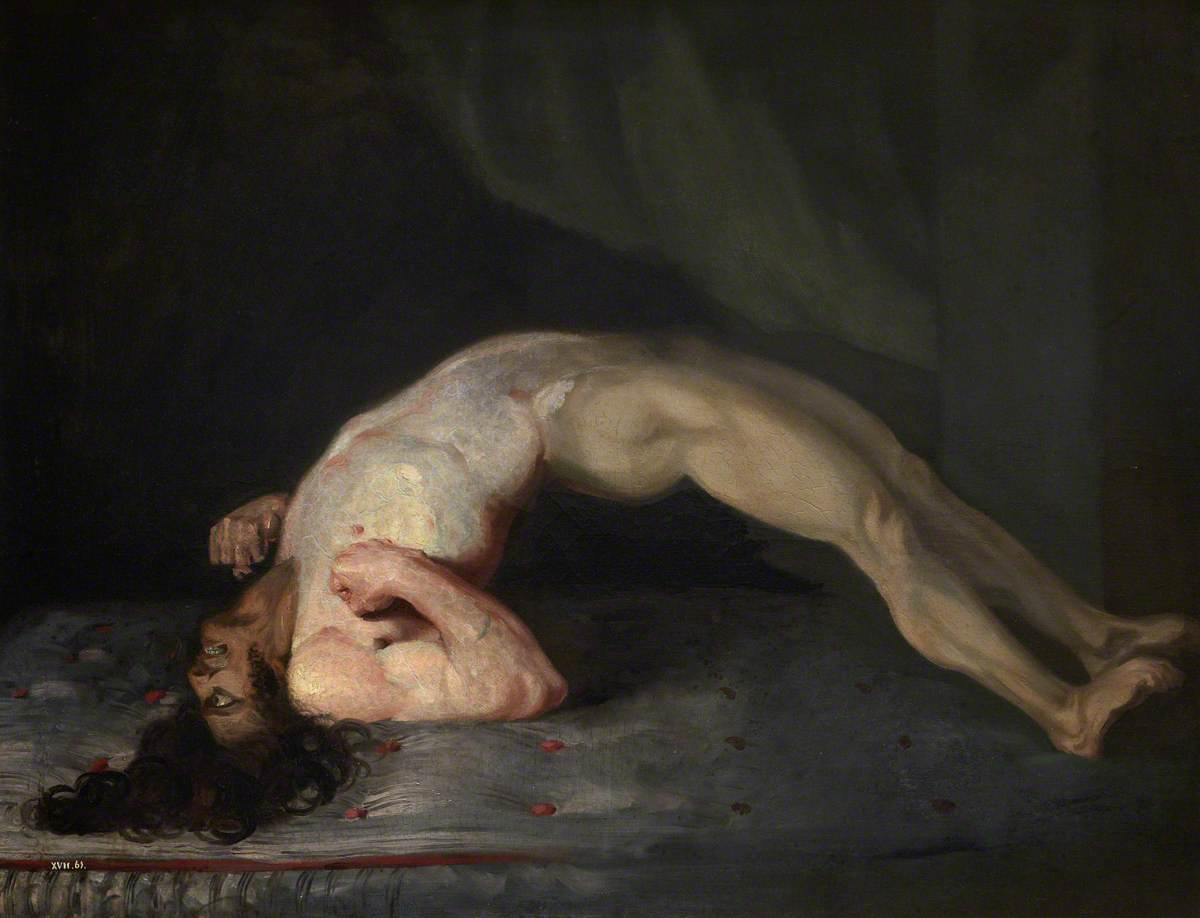
Opisthotonus (Tetanus) (1809)

Charles Bell był bardzo płodnym odkrywcą i autorem. Opublikował szczegółową rozprawę na temat układu nerwowego w 1811 w książce pod tytułem An Idea of a New Anatomy of the Brain. Opisał w niej eksperymenty przeprowadzone na zwierzętach, dzięki którym jako pierwszy zróżnicował włókna nerwowe aferentne i eferentne. Książka ta jest często uznawana jako jedno z najważniejszych wydawnictw w historii neurologii.
Był jednym z pierwszych lekarzy potrafiących połączyć wiedzę dotyczącą neuroanatomii z praktyką kliniczną. W 1821 roku opisał przebieg nerwu twarzowego oraz chorobę prowadzącą do jednostronnego porażenia mięśni mimicznych w pracy zatytułowanej: On the Nerves: Giving an Account of some Experiments on Their Structure an Functions, Which Lead to a New Arrangement of the System.
Jego autorstwa było także wiele artystycznych, naukowych, literackich i dydaktycznych dzieł takich jak figury woskowe, szczegółowe anatomiczne i chirurgiczne ilustracje, obrazy oraz ryciny w wielu książkach.

## Eponimy medyczne
Ze względu na bogaty dorobek naukowy z Charlesem Bellem jest związanych wiele eponimów medycznych. Najczęściej używane:
- nerw Bella – tylna gałąź nerwu piersiowego
- porażenie Bella – jednostronny idiopatyczny paraliż mięśni mimicznych spowodowany uszkodzeniem nerwu twarzowego
- objaw Bella – charakterystyczny dla porażenia Bella objaw, polegający na niemożności domknięcia szpary powiekowej
- skurcz Bella – mimowolne drżenie mięśni mimicznych
- prawo Bella – twierdzenie, że brzuszne korzenie nerwów rdzeniowych zawierają wyłącznie włókna ruchowe, a grzbietowe wyłącznie włókna czuciowe[1].